# Fabrikschiff

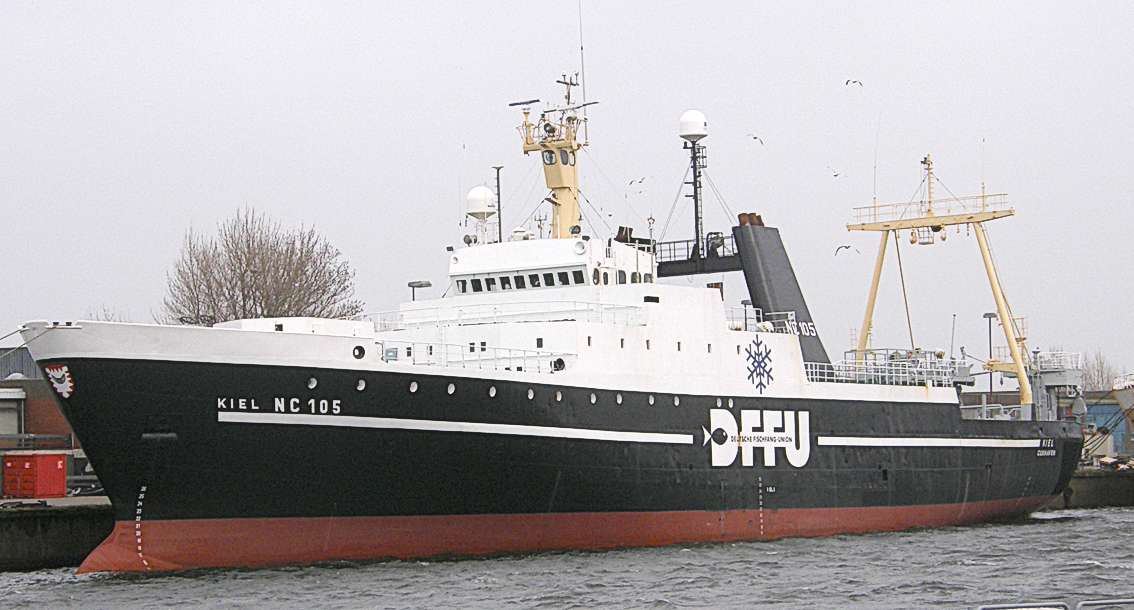
Das Fangschiff Kiel der Deutschen Fischfang Union

Ein Fabrikschiff ist ein großes Hochseefischereischiff, das speziell dazu ausgerüstet und genutzt wird, den Fang von Großmengen bereits auf hoher See endverbrauchergerecht zu verarbeiten (zerlegen/filetieren und ausnehmen, verpacken, tiefgefrieren). Kann damit nicht nur verarbeitet, sondern auch gefangen werden, bezeichnet man diesen Schiffstyp als Fang- und Verarbeitungsschiff.
Ursprünglich wurde der Begriff im Walfang gleichbedeutend mit Mutterschiff für die eigentlichen Walfänger verwendet. Wale werden zwar von den Fangschiffen aus harpuniert, aber anschließend aufgrund der Größe unmittelbar an Bord des Mutterschiffes gehievt. In der Schleppnetzfischerei werden Trawler eingesetzt.
Heutige Fabrikschiffe verarbeiten in einer einzigen Stunde mehr als ein durchschnittliches Fischerboot im 16. Jahrhundert in einer gesamten Saison einholen konnte. Von insgesamt etwa 3,5 Millionen Fischereischiffen weltweit sind (nach Angaben von Greenpeace) zwar nur ca. 1 % (38.000) Industrieschiffe, sie haben jedoch 50 bis 60 % der weltweiten Fangkapazität.
Da teilweise nicht der gesamte Fang einer Ausfahrt auf das Fabrikschiff passt, wird zur Unterstützung manchmal ein Versorgungsschiff benutzt, das auf der Rückfahrt den bereits verarbeiteten Teil der Ladung übernimmt und zu einem Hafen bringt. Dazu kamen für die Walfangflotten Tanker, für die Fischereiflotten vor allem Kühlschiffe zum Einsatz.
Das Fabrikschiff der japanischen Walfangflotte ist die Nisshin Maru, oft zu sehen in der Sendung Whale Wars.
Zwischen 1936 und 1939 gab es – gefördert durch die Autarkiepolitik des Dritten Reichs zur Reduzierung der „Fettlücke“ – auch eine deutsche Walfangflotte. Deutsche Walfang-Fabrikschiffe bzw. kombinierte Tank- und Fabrikschiffe in dieser Zeit waren die Jan Wellem, die Unitas – seinerzeit das größte Walfang-Fabrikschiff der Welt –, die Walter Rau, die Südmeer und die Wikinger. Bei diesen Schiffen befand sich eine Aufschleppe für die Wale am Heck, während das Deck in seiner gesamten Breite als Schlachtdeck genutzt wurde. Daneben wurden 1940 und 1941 die ersten deutschen Fischereifabrikschiffe fertiggestellt, zuerst die 1939/40 aus einem Frachtdampfer umgerüstete Hamburg als Mutterschiff in der Flottillenfischerei und 1941 die aus einem herkömmlichen Fischdampfer umgerüstete Weser als eigenständig arbeitende Einheit. Beide Schiffe kamen nicht mehr wie geplant zum Einsatz, da sie ihre Fangplätze aufgrund der Kriegsereignisse nicht anlaufen konnten – die Weser wurde 1945 wieder zum herkömmlichen Fischdampfer zurückgebaut und die Hamburg am 3. März 1941 von britischen Zerstörern in Norwegen versenkt.
Eines der größten Walfang-Fabrikschiffe war die niederländische Willem Barendsz, 1955 fertiggestellt, mit 26.800 BRT, 207 Meter Länge, zwei 10.500-PS-Motoren, 14 Knoten Geschwindigkeit und 500 Mann Besatzung.
Das größte reine Fabrikschiff der Welt im Jahr 2019 ist ein umgebauter ehemaliger Öltanker, die Lafayette, die im Jahr 2018 als Damanzaihao unter der Flagge Belizes betrieben wurde und seit 2019 als Vladivostok 2000 unter russischer Flagge fährt.